# Сен-Бенуа-сюр-Сен
Сен-Бенуа́-сюр-Сен (фр. Saint-Benoît-sur-Seine) — коммуна во Франции, находится в регионе Шампань — Арденны. Департамент — Об. Входит в состав кантона Труа-2. Округ коммуны — Труа.
Код INSEE коммуны — 10336.
Коммуна расположена приблизительно в 135 км к юго-востоку от Парижа, в 70 км южнее Шалон-ан-Шампани, в 9 км к северу от Труа.

## Население
Население коммуны на 2008 год составляло 398 человек.
| 1962 | 1968 | 1975 | 1982 | 1990 | 1999 | 2008 |
| ---- | ---- | ---- | ---- | ---- | ---- | ---- |
| 205  | 239  | 240  | 292  | 328  | 401  | 398  |

## Экономика

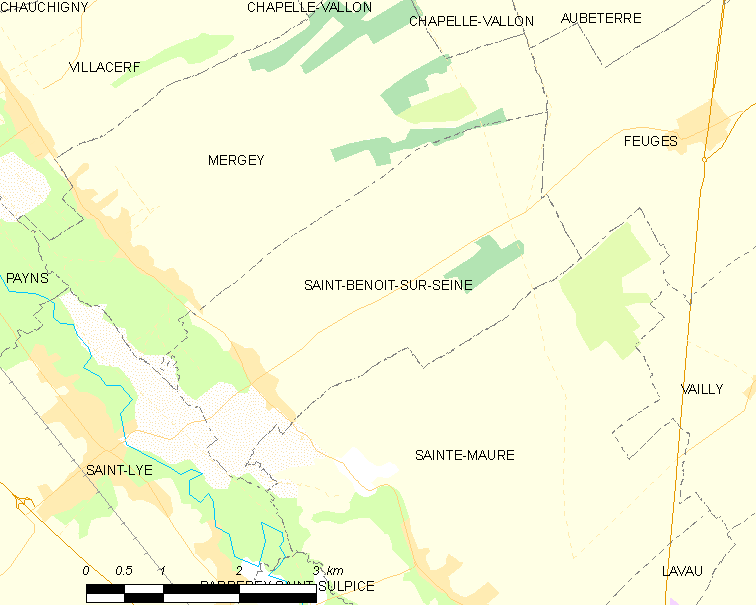
Карта коммуны

В 2007 году среди 271 человека в трудоспособном возрасте (15—64 лет) 221 были экономически активными, 50 — неактивными (показатель активности — 81,5 %, в 1999 году было 71,0 %). Из 221 активных работали 212 человек (114 мужчин и 98 женщин), безработных было 9 (4 мужчины и 5 женщин). Среди 50 неактивных 17 человек были учениками или студентами, 22 — пенсионерами, 11 были неактивными по другим причинам.